# Pénitents et Francs-Maçons de l'ancienne Provence
Pénitents et Francs-Maçons de l'ancienne Provence est un livre de l'historien Maurice Agulhon paru en 1968.
Ce livre, dont une première édition paraît en 1966, est la thèse de troisième cycle de Maurice Agulhon, alors maître-assistant à la Faculté des lettres d'Aix-en-Provence. L'auteur, constatant une sociabilité intense dans le département du Var dans la première moitié du XIXe siècle, champ géographique et chronologique de sa thèse d'État en préparation, cherche à en comprendre les origines en remontant à l'Ancien Régime, dans le même territoire.
Pour étudier la sociabilité, l'auteur recherche les différentes formes d'associations repérables dans les sources. Son exposé est divisé en trois parties. La première décrit les confréries, et en particulier les confréries de pénitents, parce qu'elles sont nombreuses et parce que l'adhésion y est volontaire. L'auteur dépeint la diversité des confréries et leur évolution vers une laïcisation. La deuxième partie porte sur le développement des loges maçonniques dans la seconde moitié du XVIIIe siècle. Elle démontre que les élites sociales, les nobles et les riches bourgeois, délaissent les confréries pour adhérer à cette nouvelle forme de sociabilité. La troisième partie étudie les sociétés populaires de l'époque révolutionnaire, qui bien souvent prennent la suite des confréries.
Ainsi, Maurice Agulhon démontre que, si la structure et les buts des associations évoluent, passant du religieux au philosophique puis au politique, la sociabilité, pratique culturelle de rassemblement des individus, perdure. Il caractérise de cette manière une sociabilité méridionale.
Le livre reçoit un accueil très favorable, matérialisé par de nombreux comptes rendus pour chacune des éditions. Novateur par ses méthodes et son sujet, il se situe au carrefour de plusieurs domaines historiques, montrant la possibilité d'écrire une histoire sociale et culturelle du religieux et du politique. Il met au premier plan la notion de sociabilité, dont Maurice Agulhon, qui poursuit par deux ouvrages son étude de ce phénomène dans la première moitié du XIXe siècle, passe pour « l'inventeur ». Ce concept de sociabilité connaît un grand succès, il est repris et adapté à d'autres cadres géographiques et à d'autres périodes.

## Présentation

### Une thèse de troisième cycle

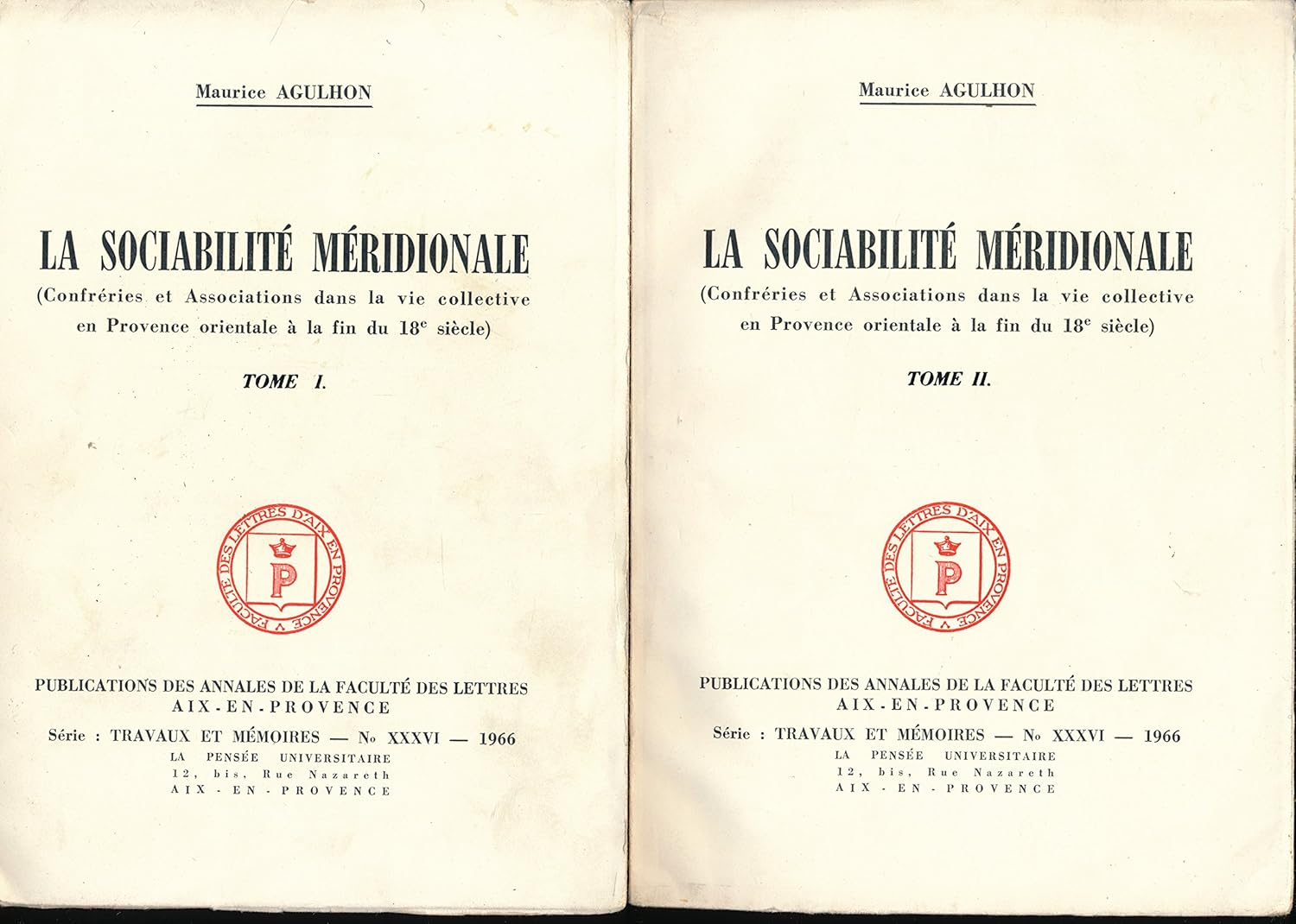
La première édition, sous le titre La Sociabilité méridionale.

Ce livre est d'abord édité en 1966 sous le titre La Sociabilité méridionale : Confréries et Associations dans la vie collective en Provence orientale à la fin du 18e siècle puis réédité en 1968 sous le titre Pénitents et Francs-Maçons dans l'ancienne Provence : Essai sur la sociabilité méridionale. Il s'agit de la thèse de troisième cycle de Maurice Agulhon, rédigée sous la direction de Pierre Guiral et soutenue à la Faculté des lettres d'Aix-en-Provence en 1966. 
Maurice Agulhon, alors maître-assistant à la Faculté des lettres d'Aix-en-Provence, prépare sa thèse d'État sur la société à Toulon et dans le Var dans la première moitié du XIXe siècle, mais ses recherches l'amènent à remonter plus haut, avant la Révolution française.
La première édition, de faible qualité, ronéotypée et au tirage limité à quelques centaines d'exemplaires — parce qu'imprimée pour la soutenance —, s'épuise vite et Maurice Agulhon fait rééditer son livre à Paris, grâce à l'aide de François Furet et de Denis Richet, sous un nouveau titre.

### Sociabilité
Dans ce livre, Maurice Agulhon étudie les formes de la sociabilité dans le futur département du Var — qu'il appelle Provence orientale pour éviter l'anachronisme — au XVIIIe siècle. Il emprunte à l'historien et folkloriste provençal Fernand Benoit le concept de sociabilité,,,. Comme il le reconnaît lui-même plus tard, il n'a alors pas lu les travaux du sociologue Georg Simmel à ce propos,.
Maurice Agulhon cherche ainsi à mettre en évidence les groupements au sein desquels les individus se lient d'amitié, se distraient et s'entraident au XVIIIe siècle. Il étudie tous les groupements qui existent, les organisations qui dépendent des villes, le guet, les organisations de jeunesse, les auberges, etc. Il relève que ces groupements sont d'abord fondées par les élites sociales avant d'être investis par les classe populaires, ce qui amène nobles et bourgeois à en fonder d'autres, distincts. 
Maurice Agulhon a eu l'idée de cette étude parce qu'il a constaté lors de ses recherches pour sa thèse d'État qu'au XIXe siècle le Var connaissait d'une vie associative intense, qui inquiétait les préfets. Il pense que cette sociabilité était un terreau favorable au développement de la démocratie républicaine. Il cherche donc à en comprendre l'origine, en s'intéressant à la période précédente,,. Il s'agit de vérifier une hypothèse, celle de la continuité de la sociabilité méridionale, malgré les changements dans les types d'associations, en s'appuyant sur une étude concrète des institutions de sociabilité.
Construit sur une étude minutieuse des sources, le livre est articulé en trois parties. La première décrit les associations religieuses, c'est-à-dire les confréries, et la deuxième les associations laïques, comme les sociétés bourgeoises, maçonniques ou folkloriques. Après ces deux parties consacrées à l'Ancien Régime, la troisième traite de la période de la Révolution française,.

### Confréries
Parmi les confréries, Maurice Agulhon fait la distinction entre d'un côté les confréries institutions, confréries paroissiales, confréries de jeunesse et de l'autre les confréries associations, c'est-à-dire les confréries de métiers et les confréries de pénitents,,. Les confréries paroissiales entretiennent le culte d'un saint local et la charité, celles de métier veillent à l'entraide des artisans et des commerçants et les jeunes se regroupent dans des confréries dédiées à leur groupe d'âge, qui organisent des fêtes,.
Les confréries de pénitents sont l'objet d'une attention particulière,,,,. Seules associations où l'entrée est vraiment volontaire, elles sont à la fois des associations mystiques et des structures charitables. Beaucoup d'entre elles admettent en leur sein des individus issus de toutes les classes sociales. Elles sont nombreuses, plus d'une centaine pour 72 localités. 60% des localités ont au moins une confrérie, un quart des bourgs en ont deux et elles sont trois ou quatre dans certaines villes,.
Les plus anciennes, les compagnies blanches, remontent aux guerres de religion, les compagnies noires, qui regroupent plutôt des nobles, se sont constituées au XVIIe siècle et les compagnies grises, probablement issues du tiers-ordre franciscain, sont plus populaires et plus récentes. Maurice Agulhon montre que leur importance est un caractère particulier du Sud occitan et provençal,. Il raconte leurs actions pratiques d'assistance et d'organisation des fêtes,,, les tensions avec le clergé et les municipalités,. Comme le remarque Philippe Boutry en 2017, Maurice Agulhon « ouvrait également – sans en faire toutefois un objet spécifique dans sa démonstration – la voie à une approche de la « sociabilité chrétienne » ». 
Maurice Agulhon montre que les confréries — y compris les confréries paroissiales et les confréries de métiers — se laïcisent au cours du XVIIIe siècle en s'intégrant à la vie municipale,,,,. Bernard Plongeron met en doute cette laïcisation, parce que, selon lui, les municipalités sont alors peu laïcisées et en s'opposent pas à l'Église. La puissance même des confréries le fait douter de cette laïcisation et il relève que Maurice Agulhon ne décrit pas la piété et la foi de leurs membres, faute de sources. En réponse, Michel Vovelle souligne que la foi ne peut se mesurer qu'à partir des traces disponibles et, assumant la laïcisation proposée par Maurice Agulhon, affirme qu'elle est une forme de déchristianisation.

### Loges maçonniques
Le livre constate qu'à la fin de l'Ancien Régime, les membres des confréries sont surtout issus des classes populaires, parce que les aristocrates et les bourgeois les ont désertées. Ils sont entrés dans les loges maçonniques, qui se développent alors,,,,,. La Mère Loge écossaise de Marseille est fondée en 1751 et de nombreuses loges naissent à partir de 1772,,. Cet attrait qu'éprouvent les élites sociales pour les loges maçonniques à la place des confréries semble, selon Maurice Agulhon, « un fait assez général, un fait quasi collectif, un phénomène social ». Il est aussi dû à un phénomène de francisation des élites. Le passage d'une forme de sociabilité, la confrérie, à l'autre, la loge maçonnique, se fait progressivement, de nombreux individus pratiquant un temps la double affiliation, sans rivalité,.
En 1789, il existe des loges maçonniques dans une douzaine de villes et de bourgs de la Provence orientale. Leurs membres sont professions libérales, officiers, magistrats, rentiers. Dans les grandes villes, les plus anciennes d'entre elles commencent à attirer des commerçants et des artisans. Ces loges ne sont pas antiroyalistes ni anticatholiques, mais leurs membres discutent de philosophie et affirment leur attachement à la fraternité, la tolérance et le progrès.

### Sociétés populaires
Pendant la Révolution, les sociétés populaires et les clubs se forment d'autant plus aisément que les habitudes de sociabilité perdurent. Chaque localité de plus de 400 ou 500 habitants a sa société populaire. Cette forte densité des sociétés populaires est l'héritage de l'implantation des confréries,,.
Elles prennent bien souvent la suite des confréries, occupant les mêmes locaux et poursuivant les mêmes activités charitables. Et elles recrutent plutôt parmi les milieux bourgeois, le manque de maîtrise du français de nombreux hommes du peuple limitant leur participation. Elles doivent cesser leurs activités à la suite du décret du 6 fructidor an III (23 août 1795). Sous le Consulat et l'Empire, la vie associative reprend : la franc-maçonnerie renaît et des confréries se réorganisent, souvent traditionnalistes et contrerévolutionnaires.
Ainsi, les confréries de pénitents, dont la fonction est surtout d'organiser les funérailles des membres, sont progressivement remplacées par les loges maçonniques, qui laissent elles-mêmes la place aux sociétés populaires. Du religieux, on glisse vers le philosophique puis vers le politique, mais la forme, une pratique culturelle de rassemblement des individus, assure la continuité. Ainsi, la sociabilité est en soi une pratique politique, qui marque les individus plus que des discours.

## Réception

### Un livre novateur
Dès sa première édition, le livre reçoit un accueil favorable. Comme Maurice Agulhon le raconte, ce modeste tirage « attira cependant l'attention d'André Latreille qui y consacra toute une chronique de sa rubrique historique du Monde ». Les comptes rendus sont nombreux et assez rapides, écrits par des historiens un peu plus jeunes, dont Michel Vovelle, Bernard Plongeron et Daniel Roche.
Dès 1969, Pierre Deyon relève le caractère novateur de l'ouvrage : « Original par son sujet, par sa méthode, le livre que Maurice Agulhon vient de consacrer à la sociabilité méridionale, ouvre de nouvelles perspectives à l’histoire sociale. Un travail auquel nous ne connaissons guère de précédent, entreprise nouvelle et réussie ». Son originalité est notamment de ressortir à la fois de l'histoire politique, de l'histoire religieuse, de l'histoire sociale et de l'histoire des mentalités. L'étude conduit à établir une chronologie du sentiment religieux, en baisse à partir du milieu du XVIIIe siècle,. Elle met en avant la « sociabilité méridionale », dont l'étendue géographique, selon Michel Vovelle, « correspond bien au monde méridional des villages urbanisés »,.
Michel Vovelle analyse en 1982 les apports du livre de Maurice Agulhon : analyse d'un modèle, les confréries ; description des dynamiques de ce modèle, la constance étant la sociabilité, sous des apparences qui changent ; articulation entre cette dynamique et les structures socio-économiques. 

### «L'inventeur de la sociabilité»

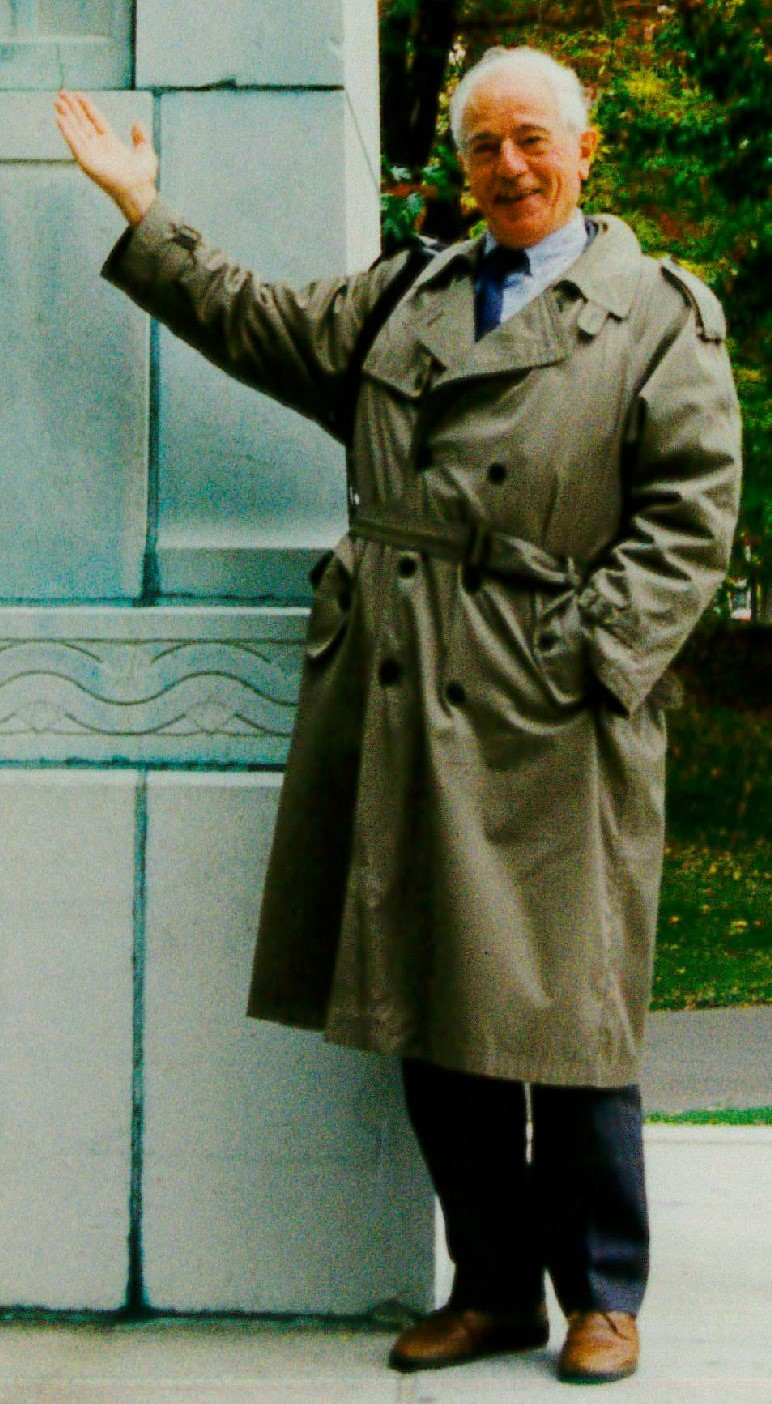
Maurice Agulhon en 1986.

En 2014, Pierre-Yves Beaurepaire relève la rupture que constitue ce livre : « Publié pour la première fois en 1966, Pénitents et francs-maçons de l’ancienne Provence. Essai sur la sociabilité méridionale de Maurice Agulhon a non seulement accéléré la mise en chantier d'études monographiques sur les confréries et les loges maçonniques, la sociologie de leur recrutement, le glissement d’une forme de sociabilité à l'autre, mais mis l'accent sur l'attention aux pratiques sociales, matérielles, culturelles, et religieuses des membres. ». Des études historiques ultérieures ont montré, dans d'autres régions, les relations étroites quoique variables entre les confréries et les loges maçonniques.
Dans ses travaux suivants, comme La République au village, partie de sa thèse d'État publiée en 1970, Maurice Agulhon étudie l'évolution politique des populations rurales du Var dans la première moitié du XIXe siècle, qui de « blanches » deviennent « rouges »,, comme un processus d'acculturation politique par la sociabilité,. Il  publie en 1979 un ouvrage intitulé Le Cercle dans la France bourgeoise dans lequel il interroge l'implantation des cercles en France dans la première moitié du XIXe siècle,, tout en poursuivant sa réflexion sur la notion de sociabilité,,, concept sur lequel il revient dans l'introduction d'un volume collectif intitulé Sociabilité et société bourgeoise en France, en Allemagne et en Suisse au début des années 1980. Il ne sera toutefois jamais très intéressé par les origines médiévales du terme, rattachant plutôt la notion à l'époque des Lumières, de la démocratie et du libéralisme.
Dans sa nécrologie de Maurice Agulhon, André Burguière souligne, à propos de Pénitents et francs-maçons de l’ancienne Provence, que « deux idées essentielles qui ont nourri son ouverture à l'ethnologie et fortement inspiré les ethnologues, sont déjà présentes dans le livre : l'idée d'une continuité des pratiques culturelles qui changent de fond, de visée idéologique, sans changer de forme ou de fonction sociale et d'autre part le concept de « sociabilité » ». Cette notion de sociabilité, quoique critiquée pour sa grande plasticité, a ensuite connu un grand succès dans l'ensemble des études historiques et les sciences sociales en général,, « qui aurait permis à Maurice Agulhon de faire fortune s'il avait pu en percevoir des royalties ». André Burguière souligne aussi la différence avec le concept de Vergesellschaftung inventé par Georg Simmel, qui se traduit plutôt par « socialisation », en tant que processus éducatif qui produit un être social. La sociabilité, elle, met l'accent sur les pratiques sociales, l'expérience de la relation aux autres.
Selon Christian Delacroix, Pénitents et Francs-Maçons, est la « matrice » d'un courant historiographique qu'il nomme une « histoire sociale du politique ». Antoine Prost en témoigne en 1997 : « Les historiens de ma génération ont reçu un choc à sa lecture : il était non seulement légitime, mais possible et fécond de s'intéresser à d'autres phénomènes sociaux qu'aux revenus, aux modes de vie ou au travail. du coup, une dimension nouvelle venait enrichir l'histoire religieuse comme l'histoire politique ». Maurice Agulhon, quoiqu'élève d'Ernest Labrousse qui privilégiait l'histoire économique, déterminant l'histoire sociale, elle-même agissant sur les mentalités, donne ainsi une spécificité à ce dernier champ. En appliquant des méthodes quantitatives, l'histoire des mentalités enrichit l'histoire sociale et cette démarche permet de sortir du ghetto d'une histoire des idées sans ancrage dans le réel. Maurice Agulhon ne voit d'ailleurs pas d'infidélité à Ernest Labrousse — dont il rappelle l'attachement à l'histoire sociale — dans cet itinéraire, dont il souligne le parallélisme avec celui d'autres historiens de sa génération, dont Michel Vovelle : il consiste, comme leur maître la génération précédente, à aller défricher des champs nouveaux. 
Une des clés du succès de la notion de sociabilité réside dans le fait que sa dimension « méridionale », reconnue par Maurice Agulhon, n'est pas exclusive. Le concept est ainsi géographiquement transposable. Pour Michel Vovelle, le concept de sociabilité méridionale a été bien reçu ailleurs dans le Midi. Il est opératoire et les historiens l'adaptent en Italie et en Espagne et s'en servent pour étudier la naissance des confréries au Moyen Âge. Il note aussi que les problématiques se sont enrichies, intégrant notamment les questions des rapports entre les sexes. Maurice Agulhon résume ainsi la réception de Pénitents et Francs-Maçons : « j'ai été ainsi repéré comme l'« inventeur de la sociabilité » avant d'être « l'historien de la République ». »

## Éditions
- La Sociabilité méridionale : Confréries et Associations dans la vie collective en Provence orientale à la fin du 18e siècle, Aix-en-Provence, La Pensée universitaire, coll. « Publications des Annales de la Faculté des Lettres d'Aix-en-Provence / Travaux et mémoires » (no 36), 1966, 876 p. (lire en ligne).
- Pénitents et Francs-Maçons de l'ancienne Provence : Essai sur la sociabilité méridionale, Paris, Fayard, coll. « L'histoire sans frontières », 1968 (réimpr. 1984, 2022), 454 p. (ISBN 978-2213014333, lire en ligne).